# Єврейська конфедерація України
Єврейська конфедерація України (ЄКУ) — неурядова громадська організація (НУО), створена 1999 року для об'єднання єврейських організацій України та підтримки української єврейської громади. Ініціатором заснування ЄКУ 14 квітня 1999 року виступив проросійський політик Вадим Рабінович.
Разом з Ваад України ЄКУ є однією з двох єврейських НУО України, президент якої представляє Україну у Світовому єврейському конгресі.
З 2018 року президентом ЄКУ є бізнесмен, інвестор, та політик Борис Ложкін, який відтоді представляє інтереси ЄКУ як віце-президент Всесвітнього єврейського конгресу.
З 2000 року ЄКУ випускає російськомовну газету Еврейский Обозреватель (укр. Єврейський оглядач).

## Історія

### До 2018 року
Єврейська конфедерація України (ЄКУ) була створена в 1999 році наступними єврейськими організаціями: Об'єднання юдейських релігійних організацій України; Товариство єврейської культури України; Ваад України; Київська міська єврейська громада. ЄКУ з'явилася внаслідок об'єднання понад 300 єврейських організацій і громад України. Ініціатором заснування ЄКУ 14 квітня 1999 року виступив проросійський політик Вадим Рабінович.
Організація повідомляла про свою діяльність на сайті jewukr.org

### Після 2018 року
Після обрання президентом ЄКУ Бориса Ложкіна у 2018 році, організація змінила свій сайт з jewukr.org на jcu.org.ua. Також було суттєво змінено керівництво ЄКУ: з Наглядової ради ЄКУ виключили багаторічного виконавчого віце-президента ЄКУ Йосифа Зісельса як представника Ваад України у ЄКУ, й натомість до Наглядової ради було включено нового спів-президента Ваад України Андрія Адамовского.
У вересні 2018 року Єврейська конфедерація України оголосила про старт проєкту «Праведники мого міста», що передбачає найменування вулиць, площ та скверів на ім'я Праведників народів світу, які жили в Україні. Станом на кінець 2021 року за проєктом «Праведники мого міста» в Україні ім'ям Праведників названо вже 22 вулиці, 1 сквер, встановлено 5 пам'ятних знаків, відкрито Меморіал Праведникам у Мелітополі.
У травні 2019 року Єврейська конфедерація України провела Перший Kyiv Jewish Forum за участю близько 500 лідерів єврейських громад та представників урядів з усього світу. У вересні 2020 року спільно з ізраїльським виданням The Jerusalem Post Єврейська конфедерація України провела в онлайн-режимі Другий Kyiv Jewish Forum. В роботі Форуму взяли участь три Президенти, прем’єр-міністр Ізраїлю та 45 спікерів з України, Ізраїлю, США та країн ЄС. 
До 80-ї річниці трагедії Бабиного Яру Єврейська конфедерація України видала книгу «Праведники народів світу. Україна».

## Керівництво

### Президент
- Юхим Звягільський / Сергій Максимов (1999-2018)[12][13]
- Борис Ложкін (з 2018 року)

### Президія[5]
- Борис Фуксман
- Олександр Роднянський
- Григорій Шверк
- Максим Григор'єв
- Яків Дов Блайх
- Офер Керцнер
- Валентин Резніченко

## Членство у єврейських організаціях
- 1999-донині: Світовий єврейський конгрес[14][15]

## Члени конфедерації
Члени конфедерації:
- Об'єднання юдейських релігійних організацій України (Президент Рабин Яків Дов Блайх)
- Київська міська єврейська громада (Президент Ростислав Левінзон)
- Єврейська рада України (Президент Олександр Сусленський)
- Єврейська правозахисна група (Голова наглядової ради Борис Фуксманн)
- Благодійний фонд Бориса Ложкіна (Засновник Борис Ложкін)
- Благодійний фонд Лариси Роднянської (Засновник Олександр Роднянський)

## Друкований орган
З 2000 року ЄКУ випускає інформаційно-аналітичне видання — російськомовну газету Еврейский Обозреватель (укр. Єврейський оглядач).
Станом на 2017 виходить російською мовою двічі на місяць (в друкованій та електронній версії).
Поширюється в десятках єврейських громад і організацій по всій території України, а також за кордоном.
Історія
Газета почала виходити у жовтні 2000-го. Видання було задумане як дайджест і аналітичний додаток до бюлетеня «Єврейський меридіан», який розповідав про роботу його засновника — Єврейської Конфедерації України та єврейське життя в країні.
У вересні 2001 газети об'єдналися в одне видання — «Єврейський оглядач». Перший редактор — Віталій Нахманович.
У березні 2009 співробітники її редакції повідомляли про закриття газети. Основною, офіційною причиною закриття спонсори видання зазначають фінансову кризу, через яку друкований варіант газети припинив виходити ще в січні 2009.
Вміст
Газета відображає проблеми і досягнення єврейської громади України, висвітлює єврейське життя в країні і світі.
Основні рубрики — «Шляхи і долі», «Єврейська України», «Єврейський світ», «Діаспора», «Ізраїль», «Близький Схід», «Це було, було», «Ім'я», «Живий куточок антисеміта».
Редакція
Головний редактор — Михайло Френкель — заслужений журналіст України.

## Контроверсійності

### Підтримка контроверсійного голови МВС Арсена Авакова
У червні 2020 року керівництво ЄКУ в особі президента Бориса Ложкіна виступало з заявою про підтримку Арсена Авакова та висловила невдоволення громадським акціям українців щодо атак на проукраїнських громадських діячів підконтрольного Авакову МВС України. Така антиукраїнська заява керівництва ЄКУ викликала невдоволення в другої найбільшої неурядової організації українських євреїв Ваад України й виконавчий спів-президент Ваад України Йосифа Зісельса публічно заявив, що "підтримка Авакова Єврейською конфедерацією України - це позиція керівництва цієї організації, а не всієї єврейської громади".